# 倪慶
倪慶（？—？），中國清朝官員，四川華陽縣人。
倪慶為乾隆二十七年（1762年）壬午舉人。曾任壽寧縣知縣。乾隆四十三年（1778年）九月調任台灣府彰化縣知縣。